# استان لا ریوخا، آرژانتین
استان لا ریوخا (به اسپانیایی: Provincia de La Rioja) یکی از ۲۳ استان آرژانتین، واقع در غرب کشور می باشد
با ایالات کاتامارکا، کوردوبا، سان لوئیس و سان خوآن مرز مشترک دارد.

## مشخصات
- مرکز: لا ریوخا
- مساحت: ۸۹۶۸۰ کیلومتر مربع
- جمعیت: ۲۸۹۹۸۳ نفر (تا ۲۰۰۱)
- فرماندار: لوئیز بدر اره را (beder Herrera)

## تاریخچه
سنگ نبشته‌های پارک ملی تالامپایا که پیشینه‌ای ۱۲ هزار ساله دارند شواهدی مبنی بر زیست بومیانی پیش از ورود اسپانیایی‌ها به دست می‌دهند. پس از ورود فاتحان اسپانیایی به آن منطقه و در سال ۱۵۹۱ میلادی، شهر نووا ریوخا توسط خوان رامیرز ولاسکو و تحت تابعیت استان توکومان بنا نهاده شد. در سال ۱۶۳۰ بومیان کالچاکیس علیه بیگانگان اسپانیایی قیام کردند که توسط فرمانده آلبورنوز پایان داده شد. با ایجاد بخش‌هایی که تحت سلطه فرمانفرماهایی کل بودند، لا ریوخا با تمام ۱۰ هزار ساکنانش، قسمتی از بخش کوردوبا گردید اما در سال ۱۸۲۰ م. استقلال خود را از به دست آورد.
پس از آن تلاش‌هایی از سوی برناردینو ریوا داویا، اولین رئیس‌جمهور برگزیده آرژانتین، جهت وضع قانون اساسی ای مرکزگرا صورت گرفت. در مقابل، اهالی ریوخا به همراه خوان فاکوندو کوئیروگا، چهرهٔ محبوب آن خطه، خواهان استقلال بیشتر برای لا ریوخا بودند. این مطالبه حتی تا پس از قتل کوئیروگا ادامه یافت. سرانجام پس از یک دوره بی‌ثباتی داخلی در آرژانتین، استان به کنفدراسیون آرژانتین پیوست.
موج مهاجرت‌ها از اروپا بین ۱۸۸۰ تا ۱۹۳۰ به لا ریوخا نسبت به ایالات دیگر کم‌تر بود. از جمله مهاجران لا ریوخا می‌توان به سوریه‌ای و لبنانی‌ها اشاره کرد. خانواده کارلوس منم menem – از چهره‌های سیاسی بنام کشور – از مهاجران اهل سوریه بودند که در دهه ۱۹۲۰ ساکن لا ریوخا شدند.

## جغرافیا و اقلیم
آب و هوای لا ریوخا خشک تا نیمه خشک با تابستان‌های گرم و زمستان‌هایی کوتاه است. میزان بارش سالانه ۲۰۰ میلیمتر می‌باشد.

## اقتصاد

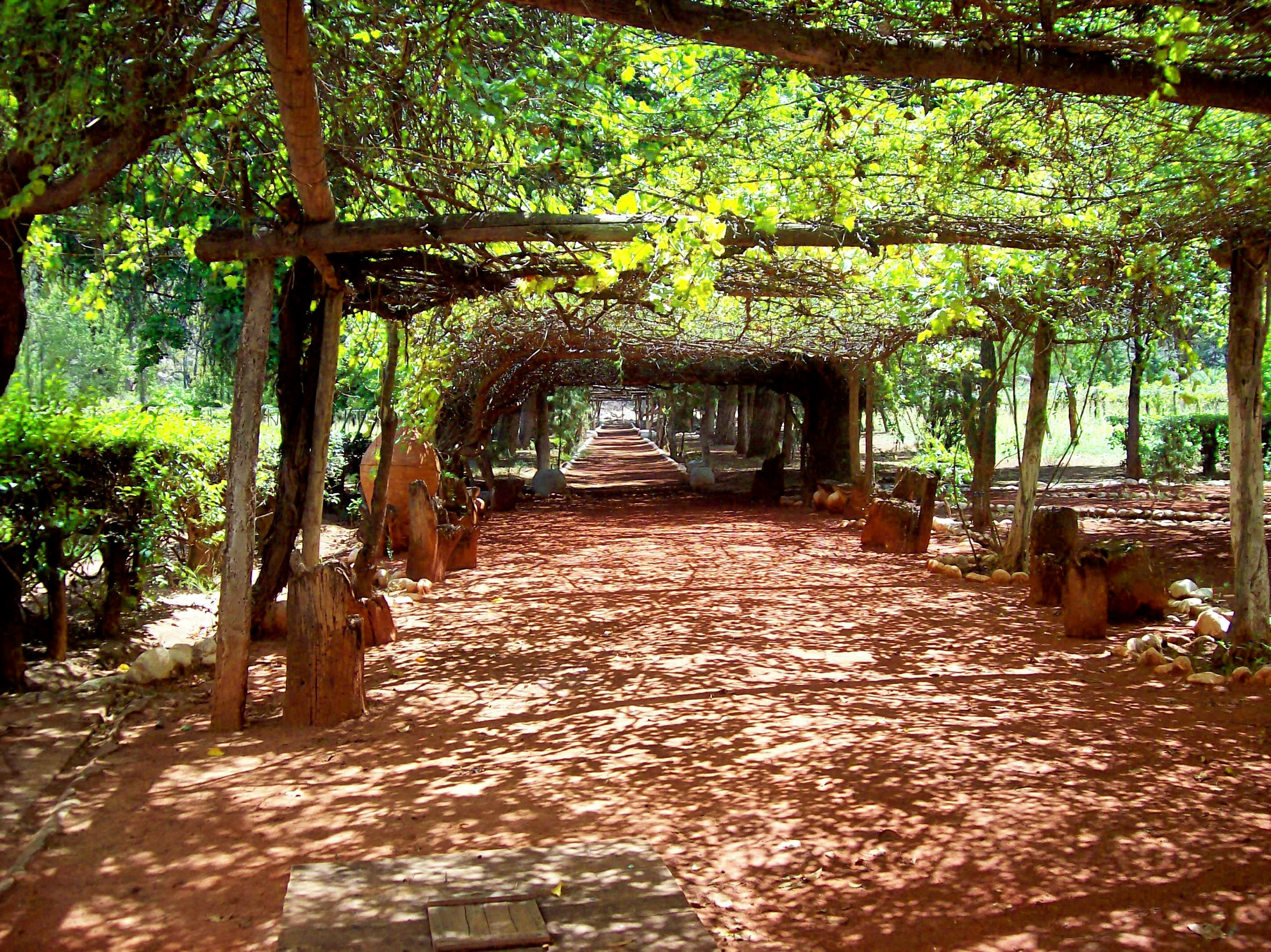

اقتصاد لا ریوخا در بخش کشاورزی با اینکه درصد کمی از کل اقتصاد کشور را تشکیل می‌دهد، محصولات گوناگونی تولید می‌کند. به سبب شرایط جغرافیایی و اقلیم خشک، کشاورزی در کنار رودهای دائمی واحه‌ها به عمل می‌آید (مزارع پنبه، زیتون، خشکبار و انگور).
از منابع درآمدزای استان می‌توان به تولید شراب (۸ میلیون لیتر در سال)، پرورش دام (به سبب پوست و چرم)، معادن اورانیوم، صنعت کنسرو سازی و توریسم (جاذبه‌های جهانگردی مانند پارک ملی تالامپایا و شهر چیله کیتو) اشاره نمود.

## تقسیمات سیاسی

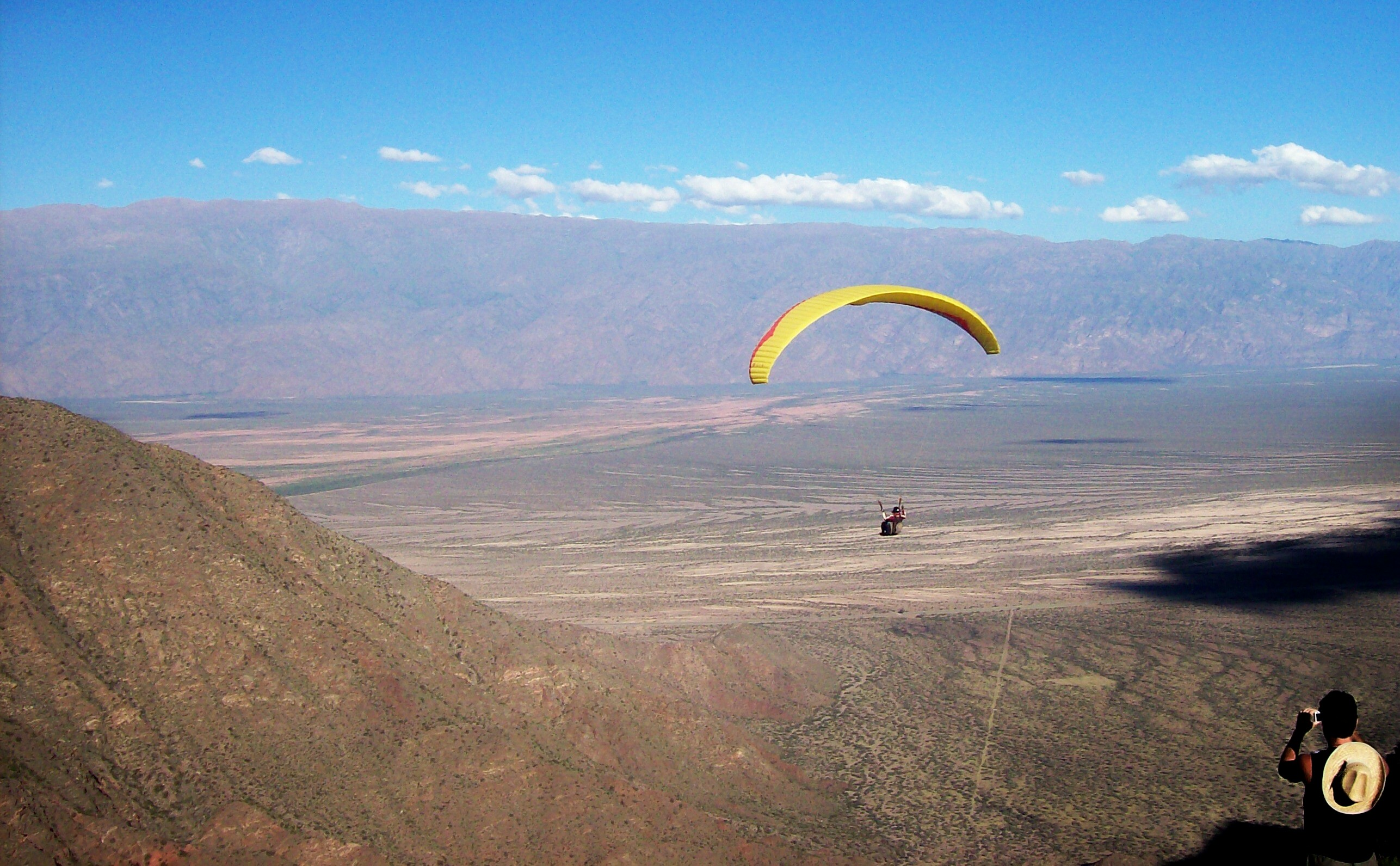

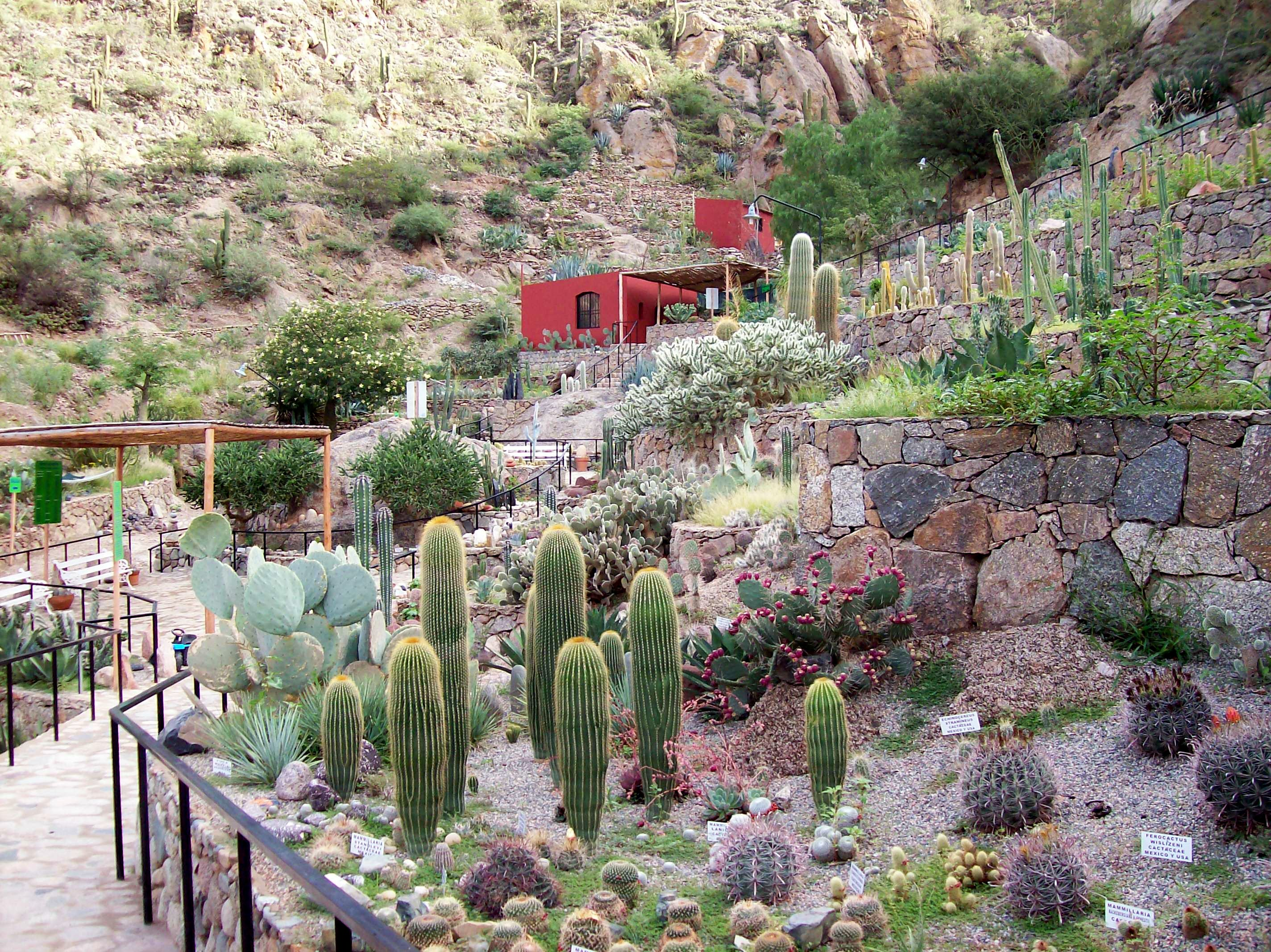

استان لا ریوخا به ۱۸ بخش (دپارتمان) تقسیم می‌شود.
- ۱ –بخش آرائوکو
- ۲ – بخش لا ریوخا
- ۳ – بخش کاسترو باروس
- ۴ – بخش چامیکال
- ۵ – بخش چیله کیتو
- ۶- بخش کرونل فیلیپه واره لا
- ۷ – بخش فاماتینا
- ۸ – بخش خنرال آنخل ویسنته پنیالوزا
- ۹ – بخش خنرال بلگرانو
- ۱۰ – بخش خنرال خوان فاکوندو کوئیروگا
- ۱۱ – بخش خنرال لامادرید
- ۱۲- بخش خنرال اوکامپو
- ۱۳ – بخش خنرال سان مارتین
- ۱۴ – بخش آینده پندنسیا
- ۱۵ – بخش روساریو ورا پنیالوزا
- ۱۶ – بخش سان بلاس ا
- ۱۷ – بخش ساناگاستا
- ۱۸ – بخش وینچینا